# Сербиан ГНУ/Линукс
Сербиан ГНУ/Линукс је класичан дериват оперативног система Дебијан, који је намењен свим корисницима који желе да користе рачунар на српском језику. Сербиан долази са комплетом програма намењеним за општу употребу, а код преузимања можете да одаберете верзију са КДЕ графичким окружењем или Опенбокс менаџером прозора, која је намењена старијим рачунарима. 
Издање са КДЕ графичким окружењем могуће је користити у 32-битној и 64-битној архитектури, а по инсталацији добијате комплетан и поуздан оперативни систем савременог изгледа. Код прва два издања, верзија са Опенбокс менаџером прозора обликована је само у 32-битној архитектури, а од верзије 2016 омогућена су издања за обе архитектуре. Инсталиране апликације које долазе уз Опенбокс издање важе за мање захтевне, по потрошњи ресурса.
По инсталацији, Сербиан (КДЕ) ће бити на ћириличној опцији, а кроз системске поставке може бити одабрана и латиница, као и ијекавица за обе варијанте. Опенбокс верзија за старије рачунаре долази подразумевано подешена на ћириличну опцију.

## Историја и издања
Прво издање Сербиана објављено је на Божић, 7. јануара 2014. године. Тада је била доступна само верзија са КДЕ графичким окружењем, а нешто касније се појавила и верзија са Опенбокс менаџером прозора.
| Година | Верзија          | Датум издавања |
| ------ | ---------------- | -------------- |
|        | Сербиан 2014 КДЕ | 7.1.2014.      |
|        | Сербиан 2015 КДЕ | 27.1.2015.     |
| 2016   | Сербиан 2016 КДЕ | 25.1.2016.     |
|        | Сербиан 2017 КДЕ | 23.1.2017      |
|        | Сербиан 2018 КДЕ | 9.1.2018.      |
|        | Сербиан 2019 КДЕ | 21.1.2019.     |
|        | Сербиан 2020 КДЕ | 16.1.2020.     |
|        | Сербиан 2021 КДЕ | 20.1.2021.     |
|        | Сербиан 2022 КДЕ | 16.1.2022.     |
|        | Сербиан 2023 КДЕ | 16.1.2023.     |
|        | Сербиан 2024 КДЕ | 8.1.2024.      |